# THE (операційна система)
THE multiprogramming system або THE OS — операційна система, спроектована і реалізована командою розробників, яку очолював Едсгер Дейкстра, у 1965-66-х роках. Монографії, що описували систему, були опубліковані 1968-го року.
Сам Дейкстра не використовував назву THE для операційної системи, це була просто абревіатура з нід. Technische Hogeschool Eindhoven (Технічний університет Ейндговена, Нідерланди). Система призначалася переважно для пакетної обробки завдань і підтримувала багатозадачність; дизайн системи не передбачав більш ніж одного користувача. THE була схожа на операційну систему машини SDS 940, але «множина процесів у THE була статичною»
У системі THE з'явилася підтримка одного з перших програмних реалізацій віртуальної пам'яті (машина Electrologica X8 не забезпечувала механізмів, потрібних, щоб реалізувати віртуальну пам'ять апаратно). Таким чином, прикладна програма для THE звільнялася від необхідності знання фізичних адрес пам'яті на магнітному барабані. Реалізація досягалася за допомогою модифікованого компілятора мови ALGOL (це була єдина мова, що підтримувалася у THE), який «автоматично генерував системні виклики при доступі до пам'яті, таким чином гарантуючи, що якщо дані, до яких звертаються, не були у оперативній пам'яті, вони автоматично підвантажувались з барабана».
Механізми сторінкової віртуальної пам'яті також застосовувалися для буферизації даних вводу-виводу і тісно були інтегровані з багатьма підсистемами самої ОС. THE була першою ОС, у якій знайшли широке застосування семафори.

## Архітектура
Архітектура операційної системи вирізнялася новітніми для свого часу підходами до розділення шарів (англ. layers): «вищі» шари мали, за задумом, залежати лише від «нижчих»:
- Шар 0 відповідав за аспекти багатозадачності: відбувалося прийняття рішення про те, якому процесу виділити центральний процесор, з врахуванням процесів, що були заблоковані на семафорах. Цей найнижчий шар містив обробники переривань і здійснював перемикання контексту, коли потрібно було запустити черговий процес. Говорячи сучасними термінами, це був планувальник операційної системи.
- Шар 1 відповідав за виділання пам'яті. У сучасній термінології це був диспетчер підкачування сторінок.
- Шар 2 забезпечував комунікацію між операційною системою і консоллю оператора.
- Шар 3 забезпечував введення і виведення даних з і на пристрої, під'єднані до комп'ютера (включно з механізмами буферизації даних).
- Шар 4 складався з застосунків. Всього було 5 користувацьких процесів, що відповідали за компіляцію, виконання програм, і вивід (друк) даних користувацьких програм. Коли будь-яка програма завершувалася, виконання передавалося назад до планувальника ОС (орієнтованого на пріоритети), який запускав процеси, що чекають на ввід-вивід.
- Шаром 5 вважався користувач системи (за словами Дейкстри, «компонент, який реалізували не ми»).

Такий підхід, на думку розробників, полегшував формальне доведення коректності аспектів ОС, а також сприяв інкрементальній розробці компонентів системи. Шари реалізувалися крок за кроком, шар 0 у першу чергу, а наступні — після ретельного тестування і формального доведення (в рамках прийнятих абстракцій). Такий поділ ядра ОС був у дечому схожий на підхід, застосований у Multics з її механізмами кілець доступу і сегментації.
Система була написана на мові асемблера для комп'ютера Electrologica X8. Ширина машинного слова у цьому комп'ютері становила 27 розрядів, об'єм пам'яті на феритових кільцях складав 32 кілослів, а барабанної — 512 кілослів.